# El espejo africano
El espejo africano es una novela escrita en 2008 por la autora argentina Liliana Bodoc y publicada ese mismo año por la editorial SM.

## Argumento
La novela trata sobre un espejo enmarcado en ébano, más grande que la palma de una mano. Ésta es la historia de un espejo y una niña africana que fue llamada Atima Imaoma que va enlazando el destino de distintas personas en distintos lugares; una esclava africana, el general San Martín, un temeroso huérfano español... Y cuenta las arduas luchas que estos y tantos otros hombres y mujeres afrontaron para obtener la libertad, incluida Atima Imaoma. Una historia que empezó hace 2 siglos, pero que aún no ha terminado,

## Premios
- Premio El Barco de Vapor 2008 de Argentina.[1]